# Unione Sportiva Sassuolo Calcio
La Unione Sportiva Sassuolo Calcio es un club de fútbol de la ciudad de Sassuolo, en la región italiana de Emilia-Romagna. Fue fundado en 1920 y utiliza camiseta negra y verde a franjas verticales, por lo que llevan el apodo de neroverdi. Desde la temporada 2025-26, tras un año de ausencia, volverá a disputar la Serie A, máxima categoría del fútbol italiano.
Originalmente jugaba de local en el Stadio Enzo Ricci de Sassuolo. Cuando ascendió a la Serie B en 2008, se mudó al Stadio Alberto Braglia en Módena. El Sassuolo consiguió el 18 de mayo de 2013 el ascenso a la Serie A por primera vez en su historia, por lo que se mudó al Stadio Città del Tricolore en Reggio Emilia.

## Historia

### Inicios y ascenso a Serie C2
El club fue fundado el 17 de julio de 1920, participando en las divisiones amateurs de Emilia-Romaña durante la mayor parte de su historia incluso hasta su primer ascenso a la Serie D en 1968. En esta época, el club se fusionó con otros equipos de fútbol local para formar finalmente al actual US Sassuolo Calcio en el año 1974.
En 1984 el club alcanzó su primer ascenso a la Serie C2, el nivel más bajo del fútbol profesional en Italia. Sin embargo, fueron relegados nuevamente para el año 1990 y, posteriormente, pasó la mayor parte de la década en la Serie D. Finalmente, en 1998, US Sassuolo alcanzó el segundo puesto y logró así el ascenso a la Serie C2 por segunda vez en poco tiempo.

### Serie C1
Luego de una larga estadía en la Serie C2, el equipo logró en la temporada 2004-2005 el ascenso a la Serie C1 tras una dura lucha con el A.C Sansovino para alcanzar el último lugar de promoción.

El escudo utilizado en las camisetas del Sassuolo entre 2007 y 2009.

Tras permanecer por un par de años en la Serie C1, en el año 2007 US Sassuolo contrató como técnico a Massimiliano Allegri, quien años después dirigiría a la Juventus de Turín ganando múltiples títulos. Una vez finalizada la temporada 2007-2008 logró el ascenso a la Serie B gracias al campeonato alcanzado a falta de cuatro fechas para la terminación del mismo, tras vencer al SS Manfredonia Calcio el 27 de abril de 2008.

### Serie B
En su primera temporada en la segunda división del fútbol italiano, el US Sassuolo terminó en la séptima posición con 60 puntos, a 4 de los puestos que daban acceso a la eliminatoria de ascenso de la Serie A. Luego, para la temporada 2009-2010 finalizó en el cuarto lugar con 69 puntos y no pudo lograr el ascenso a Serie A tras caer con un marcador global de 3-2 contra el Torino Football Club en las semifinales de la eliminatoria de aquella temporada.
Un año más tarde, en la edición 2010-2011 no logró mantener los buenos resultados de las temporadas anteriores y terminó en la posición 16.ª con 51 puntos, apenas 2 puntos por encima de las posiciones para jugar el play-out por el descenso a la Serie C1. Nuevamente en la temporada 2011-2012 terminó en la tercera posición con 80 puntos a 3 del Torino Football Club y Pescara Calcio que lograron el ascenso directo y perdió 3-2 contra la Unione Calcio Sampdoria en las semifinales de la eliminatoria.
El US Sassuolo Calcio logró una temporada histórica en el año 2012-2013 ya que logró el ascenso a la Serie A, por primera vez en su historia, tras empatar 1-1 contra el Calcio Padova en la jornada 40; siendo campeón de la Serie B con 85 puntos.

### Serie A
La temporada 2013-2014 fue el debut del Sassuolo en la Serie A y su primer encuentro finalizó con derrota por 2-0 en su visita al Torino FC. En la segunda fecha, su delantero Simone Zaza marcó el primer gol del club en la Serie A pero cayeron 1-4 como local contra el AS Livorno Calcio; luego sumaron derrotas contra Hellas Verona FC por (2-0) e Inter de Milán por (7-0) y lograron su primer punto en la quinta fecha tras empatar 1-1 en su visita al estadio San Paolo contra el SSC Napoli.
La primera victoria del US Sassuolo fue en la octava jornada tras derrotar 2-1 como local al Bologna FC 1909.Luego, en la fecha 19.ª derrotaron 4-3 al AC Milan con 4 tantos de Domenico Berardi y terminaron la primera vuelta en la posición 17.ª con 17 puntos y a solo un punto de las posiciones de descenso. Rápidamente encadenaron 7 derrotas al hilo y cayeron hasta el fondo de la clasificación pero lograron un empate 0-0 con Bologna FC 1909 y derrotaron 3-1 a Calcio Catania pero volvieron a sumar nuevas derrotas, 3 en forma consecutiva. Durante las últimas siete fechas del campeonato el Sassuolo sumó cuatro victorias y en la jornada 37 aseguró su permanencia en la Serie A tras derrotar 4-2 como local al Genoa Cricket and Football Club.
La temporada 2014-2015 comenzó mal para Sassuolo ya que consiguió su primera victoria hasta la octava fecha cuando ganaron 3-1 en su visita al Parma. Sin embargo, el club encadenó una racha de buenos resultados y terminó la primera vuelta en la undécima posición con 25 puntos. Posteriormente, el club tuvo una serie de malos resultados y al final de la temporada sumó cuatro victorias al hilo, con lo que terminó en la decimotercera posición del campeonato con 49 puntos bastante alejado de los puestos de descenso a Serie B.
El US Sassuolo comenzó su tercera temporada consecutiva en la Serie A en el ciclo 2015-2016 siendo una de las mejores, ya que a diferencia de los dos años anteriores el equipo inició con una victoria 2-1 como local contra SSC Napoli y no sufrió su primera derrota hasta la séptima fecha cuando cayó derrotado por 1-0 en su visita al Empoli Football Club. Enseguida, el club sumó varias victorias incluidas una por 1-0 a la Juventus en la décima jornada y otra por idéntico marcador en su visita al Inter de Milán en la fecha 19, con lo que terminó la primera vuelta del campeonato en la sexta posición con 32 puntos y en zona de clasificación a la Liga Europa de la UEFA. Sin embargo, Sassuolo no pudo sumar alguna victoria durante las seis jornadas siguientes, con lo que cayó a la octava posición a 8 puntos de distancia del sexto puesto que significaría una histórica clasificación a competencias europeas.
Posteriormente el club sumó tres victorias al hilo contra Empoli FC, SS Lazio y AC Milan pero luego tan solo ganó uno de los próximos seis encuentros, con lo que al terminar la jornada 34.ª se ubicaba en la séptima posición con 49 puntos a 4 de distancia del AC Milan que ocupaba el último puesto que daba acceso a Europa. En las últimas cuatro fechas del campeonato Sassuolo derrotó a Torino FC, Hellas Verona FC, Frosinone Calcio e Inter de Milán, mientras que el AC Milan tan solo consiguió una victoria por 0-1 contra Bologna FC 1909, por lo que el US Sassuolo terminó en la sexta posición con 61 puntos y logró una histórica clasificación a la tercera ronda de clasificación a la Liga Europa de la UEFA.
En la temporada 2016-2017 disputó la Liga Europa de la UEFA, pero quedó eliminado en la fase de grupos tras haber quedado en la cuarta posición por detrás de Athletic Club, el Rapid y el KRC Genk. El Sassuolo terminó cuarto en su zona, Lo más destacado de lo que fue su primera incursión europea fue la goleada 3-0 como local ante el Athletic Club y un empate como visitantes en el Allianz Stadion ante el Rapid Viena.

### Temporada 2018-19
El Sassuolo fue uno de los equipos que más fichajes realizó destacando la llegada de Kevin-Prince Boateng o Marlon Santos entre otros, pero asumiendo la pérdida de futbolistas importantes como la del defensa Francesco Acerbi a la Lazio o la del delantero Matteo Politano al Inter de Milán. Comenzaron muy bien la liga ganándole al Inter de Milán 1-0 llegando hasta octubre ocupando la 3 plaza del campeonato solo superado por Napoli y la Juventus de Turín.

## Uniforme
- Uniforme titular: Camiseta con franjas verticales, intercaladas con color negro y verde. Pantalón completamente negro y medias con el borde verde pero con mayor parte en color negro.
- Uniforme visitante: Camiseta blanca con una línea diagonal con colores arcoíris. Pantalón enteramente blanco y las medias con el borde negro pero con mayor parte en color blanco.
- Uniforme alternativo: Camiseta y pantalón azules con vivos negros, medias azules con un pequeño detalle negro en la parte superior.

| 2017-18 | 2018-19 | 2019-20 | 2020-21 | 2021-22 | 2022-23 | 2023-24 | 2024-25 | 2025-26 |

## Estadio

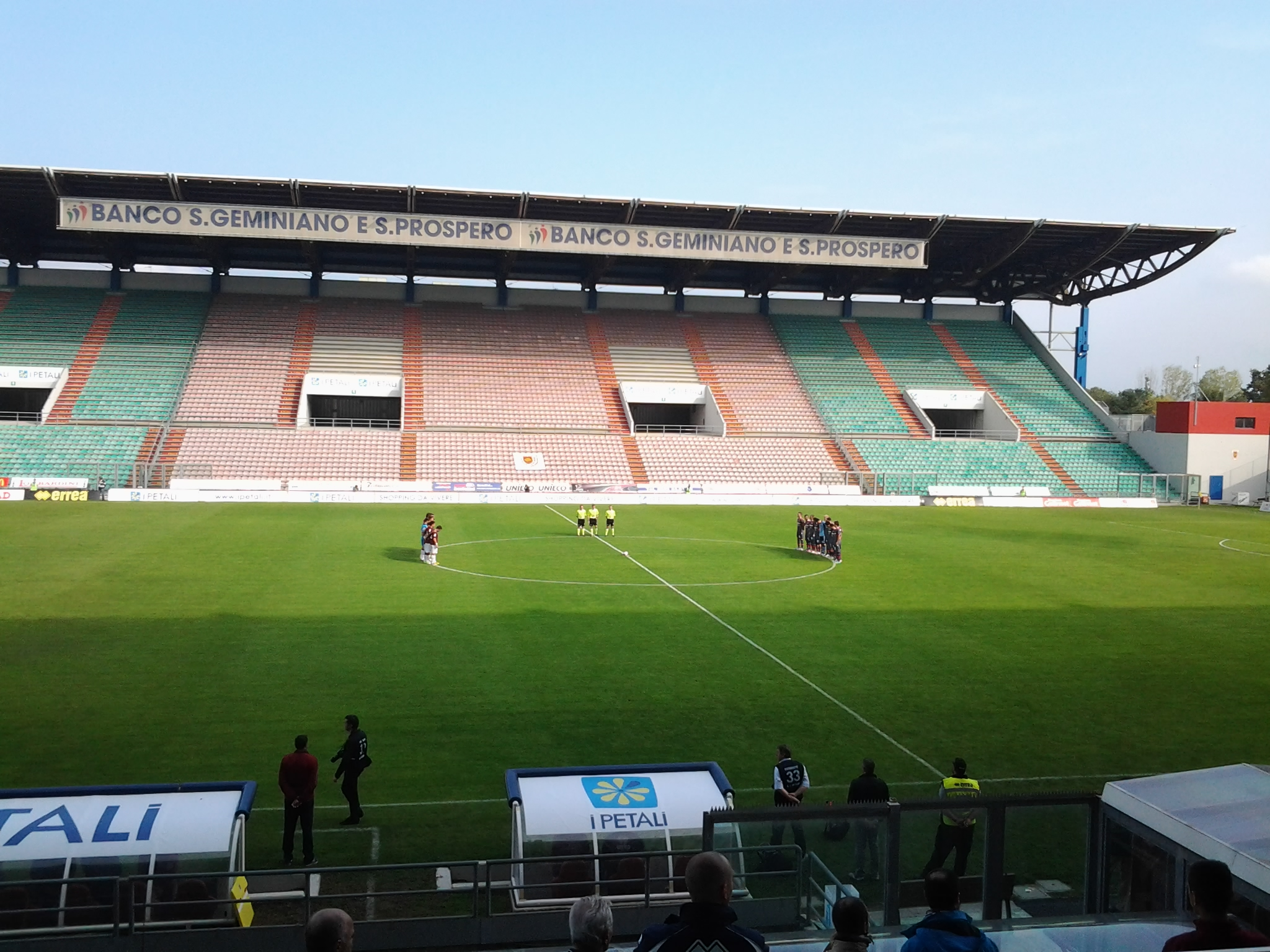
MAPEI Stadium - Città del Tricolore, estadio del equipo desde 2013.

El Estadio MAPEI Stadium - Città del Tricolore está situado en Reggio Emilia, Italia y es utilizado, en forma provisoria desde 2013, para los partidos locales del equipo italiano que actualmente milita en la Serie A. Sustituyó al pequeño estadio Stadio Mirabello en el año 1910 para luego ser adquirido en 2013 por la empresa Mapei, dueña del US Sassuolo Calcio.
Actualmente tiene un capacidad total de 21 mil 584 espectadores y es sede de los equipos Associazione Calcio Reggiana 1919 y el US Sassuolo Calcio.

## Himno
El himno oficial del Sassuolo es la canción Neroverdi, compuesta en el 2013 por el cantautor italiano Nek - nativo de Sassuolo - y utilizado como tal a partir de diciembre del mismo año. 

## Jugadores

### Números retirados
| Jugador              | Dorsal | Año       |
| -------------------- | ------ | --------- |
| Francesco Magnanelli | "4"    | 2005-2022 |

## Entrenadores
- Ezio Pascutti (1986–87)
- Loris Boni (1997–98)
- Stefano Garuti
- Roberto Busi
- Gianni Balugani
- Daniele Simeoni
- Fabio Bedogni
- Paolo Magnani (2000 – 26 de marzo de 2002)
- Oscar Lamagni
- Cesare Maestroni (2002 – 13 de enero de 2003)
- Cristiano Bergodi (1 de julio de 2003 – 30 de junio de 2004)
- Giuseppe Brucato (1 de julio de 2004 – 30 de junio de 2005)
- Gian Marco Remondina (1 de julio de 2005 – 30 de junio de 2007)
- Massimiliano Allegri (17 de julio de 2007 – 28 de mayo de 2008)
- Andrea Mandorlini (7 de julio de 2008 – 30 de junio de 2009)
- Stefano Pioli (12 de junio de 2009 – 9 de junio de 2010)
- Daniele Arrigoni (26 de junio de 2010 – 3 de octubre de 2010)
- Angelo Gregucci (3 de octubre de 2010 – 9 de mayo de 2011)
- Paolo Mandelli (9 de mayo de 2011 – 9 de junio de2011)
- Fulvio Pea (9 de junio de 2011 – 10 de junio de 2012)
- Eusebio Di Francesco (19 de junio de 2012 – 28 de enero de 2014)
- Alberto Malesani (29 de enero de 2014 – 3 de marzo de 2014)
- Eusebio Di Francesco (3 de marzo de 2014– 13 de junio de 2017)

## Datos del club
- Fundación: 17 de julio de 1920

- Temporadas en Serie A: 9 (2013/14-Actualidad).
- Temporadas en Serie B: 5 (Serie B (Italia) 2008/2009-2012/2013).
- Mejor puesto en Serie A: 6 (2015/16).
- Peor puesto en Serie A: 19 (2013/14).

- Mayor goleada conseguida
  - En campeonatos nacionales de local: US Sassuolo 6:2 a Cagliari el 21 de mayo por la Italia 2016/17.
  - En campeonatos nacionales de visita:
  - En campeonatos internacionales de local: US Sassuolo 3:0 a Athletic Club y 3:0 a FC Luzern por Liga Europa de la UEFA 2016/17.
  - En campeonatos internacionales de visita: no posee triunfos.

- Mayor goleada recibida:
  - En campeonatos nacionales de local: US Sassuolo 0:7 con Internazionale el 22 de septiembre por Italia) 2013/14.
  - En campeonatos nacionales de visita: Juventus 7:0 a US Sassuolo el 4 de febrero por Italia) 2017/18, Internazionale 7:0 a US Sassuolo el 13 de septiembre por Italia) 2014/15.
  - En campeonatos internacionales de local: US Sassuolo 0:2 con KRC Genk Liga Europa de la UEFA 2016/17.
  - En campeonatos internacionales de visita: KRC Genk 3:1 a US Sassuolo Liga Europa de la UEFA 2016/17.

## Palmarés
Torneos oficiales
| Campeonatos                     | Títulos                              | Subcampeonatos    |
| ------------------------------- | ------------------------------------ | ----------------- |
| Serie B (2/0)                   | 2012-13, 2024-25                     |                   |
| Serie C1 (1/1)                  | 2007-08 (Grupo A)                    | 2006-07 (Grupo A) |
| Supercoppa di Serie C (1/0)     | 2008                                 |                   |
| Serie C2 (0/1)                  |                                      | 2005-06 (Grupo B) |
| Serie D (1/1)                   | 1983-84 (Grupo D)                    | 1997-98 (Grupo C) |
| Promozione Emilia-Romagna (2/1) | 1976-77 (Grupo B), 1980-81 (Grupo B) | 1956-57 (Grupo B) |